# Дмитриев, Павел Дмитриевич (генерал-майор)
Павел Дмитриевич Дмитриев (24 декабря 1886 года, дер. Хмели, Старорусский уезд, Новгородская губерния — 31 декабря 1955 года, Москва) — советский военный деятель, генерал-майор (10 ноября 1942 года).

## Начальная биография
Павел Дмитриевич Дмитриев родился 24 декабря 1886 года в деревне Хмели ныне Старорусского района Новгородской области.

## Военная служба
В сентябре 1909 года призван в ряды Русской императорской армии и направлен рядовым в Преображенский лейб-гвардии полк.

### Первая мировая и гражданская войны
С началом Первой мировой войны П. Д. Дмитриев продолжил служить рядовым и унтер-офицером в Преображенском лейб-гвардии полку и принимал участие в боевых действиях в ходе Галицийской битвы, Варшавско-Ивангородской операции, Мазурского сражения и Виленской операции. В 1916 году сдал экстерном экзамен за четыре класса гимназии и в августе того же года поступил юнкером в школу прапорщиков в Гатчине, которую окончил 20 декабря, произведён в прапорщики и направлен во 2-й запасной полк, дислоцированный в г. Фридрихгам (Финляндия), в составе которого вскоре был назначен на должность командира роты.
Перед Февральской революцией направлен на учёбу на трёхмесячные офицерские курсы в г. Торжок, после окончания которых весной вернулся на прежнюю должность во 2-й запасной полк. В январе 1918 года демобилизован из рядов армии.
10 октября 1918 года призван в Петрограде в РККА и назначен на должность командира взвода в составе полка 1-го района Петрограда по всеобщему обучению, а в марте 1919 года переведён в военный комиссариат 1-го района Петрограда. 15 августа назначен на должность командира роты в составе 54-го стрелкового полка (6-я стрелковая дивизия, Петроградский фронт), находясь на которой, принимал участие в боевых действиях против войск генерала Н. Н. Юденича. Был ранен, но остался в строю. В мае 1920 года 54-й стрелковый полк, в составе которого П. Д. Дмитриев впоследствии служил на должностях командира роты и батальона, передислоцирован на Западный фронт, где принимал участие в боевых действиях в ходе Советско-польской войны. П. Д. Дмитриев особо отличился в бою у деревни Броды в июне 1920 года, за что в том же году был награждён орденом Красного Знамени. 15 августа тяжело ранен, после чего лечился в госпитале и по выздоровлении в ноябре вернулся в полк на прежнюю должность.

### Межвоенное время
После окончания войны П. Д. Дмитриев продолжил служить в 54-м стрелковом полку (6-я стрелковая дивизия, Московский военный округ) и в 1921 году принимал участие в действиях против бандитизма на территории Курской губернии. В августе назначен на должность помощника командира этого полка по строевой части, а в 1922 году — на должность командира батальона 18-го стрелкового полка (6-я стрелковая дивизия). В мае 1923 года демобилизован.
1 ноября 1923 года повторно призван в РККА и назначен на должность помощника командира 115-го Курского отдельного батальона особого назначения, который в мае 1924 года был расформирован, а П. Д. Дмитриев переведён командиром батальона в 55-й стрелковый полк (19-я стрелковая дивизия). С ноября 1924 года служил в 57-м стрелковом полку в составе той же 19-й стрелковой дивизии на должностях командира батальона и помощника командира полка по строевой части.
В октябре 1929 года направлен на учёбу на курсы «Выстрел», после окончания которых 1 мая 1930 года назначен на должность командира 94-го стрелкового полка (32-я стрелковая дивизия, Приволжский военный округ), а в апреле 1935 года — на должность коменданта Барабашского укреплённого района (ОКДВА). С февраля 1936 года находился в распоряжении Управления по командному и начальствующему составу Красной армии и в мае того же года назначен помощником командира 15-й стрелковой дивизии (Киевский военный округ).
В конце декабря 1939 года направлен на учёбу на курсы усовершенствования начальствующего состава при Академии генштаба РККА, которые окончил 29 марта 1940 года и в октябре того же года назначен на должность коменданта Нижнепрутского укреплённого района (Одесский военный округ).

### Великая Отечественная война
7 июля 1941 года назначен на должность командира 296-й стрелковой дивизии, формировавшейся в Геничевске (Одесский военный округ) и в августе ведшей оборонительные боевые действия в районе Берислава и Херсона.
В начале сентября 1941 года комбриг П. Д. Дмитриев назначен на должность командира 99-й стрелковой дивизии, ведшей оборонительные боевые действия на Левобережье Днепра и на Донбассе, а в ноябре участвовавшей в Ростовской наступательной операции.
В начале января 1942 года назначен на должность начальника 5-го отдела Генштаба (по укреплённым районам) и помощника начальника штаба Южного фронта по укреплённым районам. Руководил строительством, оборонительными работами 8-й, 9-й и 10-й сапёрных армий, проводил рекогносцировку оборонительных рубежей на территории Северокавказского военного округа, а также занимался выбором и установкой инженерных заграждений.
В марте 1942 года назначен на должность коменданта 158-го укреплённого района (56-я армия, Южный фронт), а 3 августа — на должность коменданта 161-го укреплённого района (Московская зона обороны, затем Центральный и Белорусский фронт), который вскоре принимал участие в ходе Курской битвы, боевых действий в междуречье Березины и Днепра, Бобруйской, Люблин-Брестской, Восточно-Прусской и Восточно-Померанской наступательных операций и освобождении Данцига.

### Послевоенная карьера
После окончания войны генерал-майор П. Д. Дмитриев находился на прежней должности командира 161-го укреплённого района с дислокацией в Кёнигсберге.
В сентябре 1946 года назначен на должность преподавателя тактики на курсах «Выстрел», а в ноябре 1947 года — на должность начальника кафедры военной топографии Военной академии тыла и снабжения имени В. М. Молотова.
Генерал-майор Павел Дмитриевич Дмитриев 19 января 1950 года вышел в отставку по болезни. Умер 31 декабря 1955 года в Москве. Похоронен на Введенском кладбище.

## Награды
- Орден Ленина (21.02.1945);
- Три ордена Красного Знамени (1920; 24.08.1944; 15.02.1945);
- Орден Отечественной войны 1-й (23.10.1943) и 2-й (20.07.1943) степени;
- Медали.

## Воинские звания
- Комбриг (17.02.1936);
- Генерал-майор (10.11.1942).